# Drepanosticta mylitta
Drepanosticta mylitta – gatunek ważki z rodziny Platystictidae.